# Epizoanthus paxii
Epizoanthus paxii is een Zoanthideasoort uit de familie van de Epizoanthidae. De wetenschappelijke naam van de soort is voor het eerst geldig gepubliceerd in 1955 door Abel.